# Campeonato Regional Centro de Atletismo de 1957
Campeonato Regional Centro de Atletismo de 1957 fue la XXXVI edición de los campeonatos pertenecientes a la región centro. La última jornada de los mismos tuvo lugar el 23 de junio en las instalaciones de la Ciudad Universitaria de Madrid.
En él tomaron parte los equipos deportivos del Real Madrid C. F., S. E. U. Madrid y del Club Canguro, así como los deportistas independientes y amateurs de la región.

## Disciplinas
- 5000 metros